# Douglas John Foskett
Douglas John Foskett, OBE ( 27 de junio de 1918 - 7 de mayo de 2004 ) fue un bibliotecario y científico de la información y bibliotecas británico, autor de varios sistemas de clasificación por facetas.

## Biografía
Nació en Londres el 27 de junio de 1918. Recibió su licenciatura por parte del Queen Mary College en 1939, y en 1954 su ama en Birkbeck, Universidad de Londres. Comenzó su carrera a finales de la década de 1930 como bibliotecario en las Bibliotecas Públicas de Ilford, Essex.
Durante la Segunda Guerra Mundial, sirvió en el Cuerpo Médico del Ejército Real y más tarde en el Cuerpo de Inteligencia. De 1948 a 1957 fue Jefe de Información en la División de Investigación de Metal Box Company Limited.
De 1957 a 1978 estuvo en la biblioteca del Instituto de Educación de Londres, donde diseñó e implementó el esquema especializado en Clasificación de Educación de Londres, para organizar las colecciones de la biblioteca. Sus 5 últimos años antes de jubilarse fue Director de los Servicios de la Biblioteca Central de la Universidad de Londres.
A principios de la década de 1950, Foskett fue uno de los miembros fundadores del Grupo de Investigación y Clasificación. Fue un miembro activo de la Asociación de Bibliotecas Británicas. Durante 5 años fue miembro del Comité Asesor Internacional de Bibliotecas, Documentación y Archivos de la Unesco. Aparte, también es profesor invitado en el MIT, en Ghana, Ibadan, Brasil e Islandia.
Sus padres fueron John Henry Foskett y Amy Florence (Lugg) Foskett. Tuvo un hermano, Tony John Foskett y con su esposa Joy McCann tuvo tres hijos: Trevor, Penelope y Rosalind Foskett.

## Publicaciones
Una selección de libros:
- 1952. Assistance to readers in lending libraries
- 1958. Library Clasification and the Field of Knowledge
- 1965. How to Find Out: Educational Research
- 1967. Information service in libraries
- 1974. Clasificación y indexación en la social sciences
- 1974. The London Education Classification (with Joy Foskett)
- 1977. Notas on Compiling Bibliografías: For the Guidance of Students
- 1980. Encyclopedia of Library and Information Science. With A. Kent
- 1983. Reader in Comparative Librarianship
- 1984. Pathways for communication: books and libraries in the information age